# ایتاکورا کاتسوشیگه
ایتاکورا کاتسوشیگه (انگلیسی: Itakura Katsushige؛ ۱۵۴۵ – ۱۴ ژوئن ۱۶۲۴) یک سیاست‌مدار اهل ژاپن در اوایل دوره ادو بود. او در جبههٔ توکوگاوا ایه‌یاسو و در سپاه شرقی در نبرد سکیگاهارا در سال ۱۶۰۰ جنگید. او پدر ایتاکورا شیگه‌ماسا بود.